# Loubianka (immeuble)
Pour les articles homonymes, voir Loubianka.
La Loubianka (en russe : Лубя́нка, prononcé [lʊˈbʲankə]) est le nom d'un immeuble situé à Moscou en Russie, sur la place éponyme.
Il est célèbre pour avoir abrité le quartier général de toutes les polices politiques soviétiques, de la Tchéka au KGB, ainsi que pour la prison qui s'y trouvait où furent enfermés, torturés et exécutés des centaines voire des milliers de prisonniers. Depuis la dissolution de l'URSS, le bâtiment abrite le siège du FSB, héritier du KGB. 

## Histoire

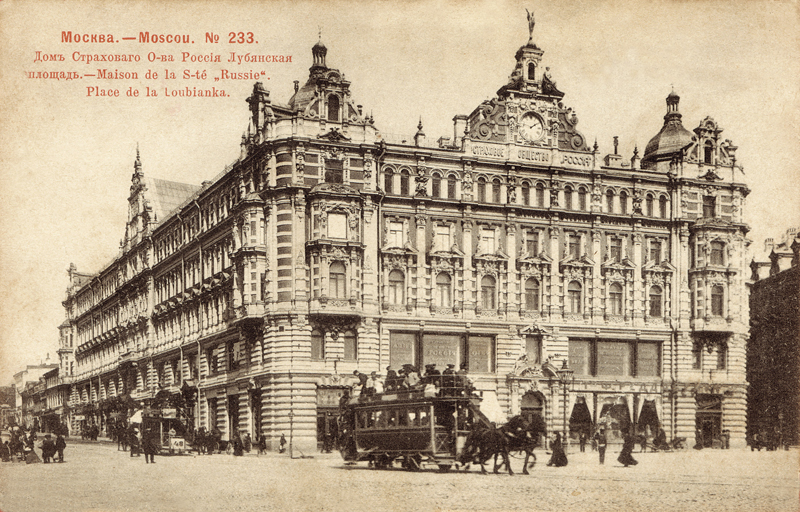
La Loubianka avant 1917.

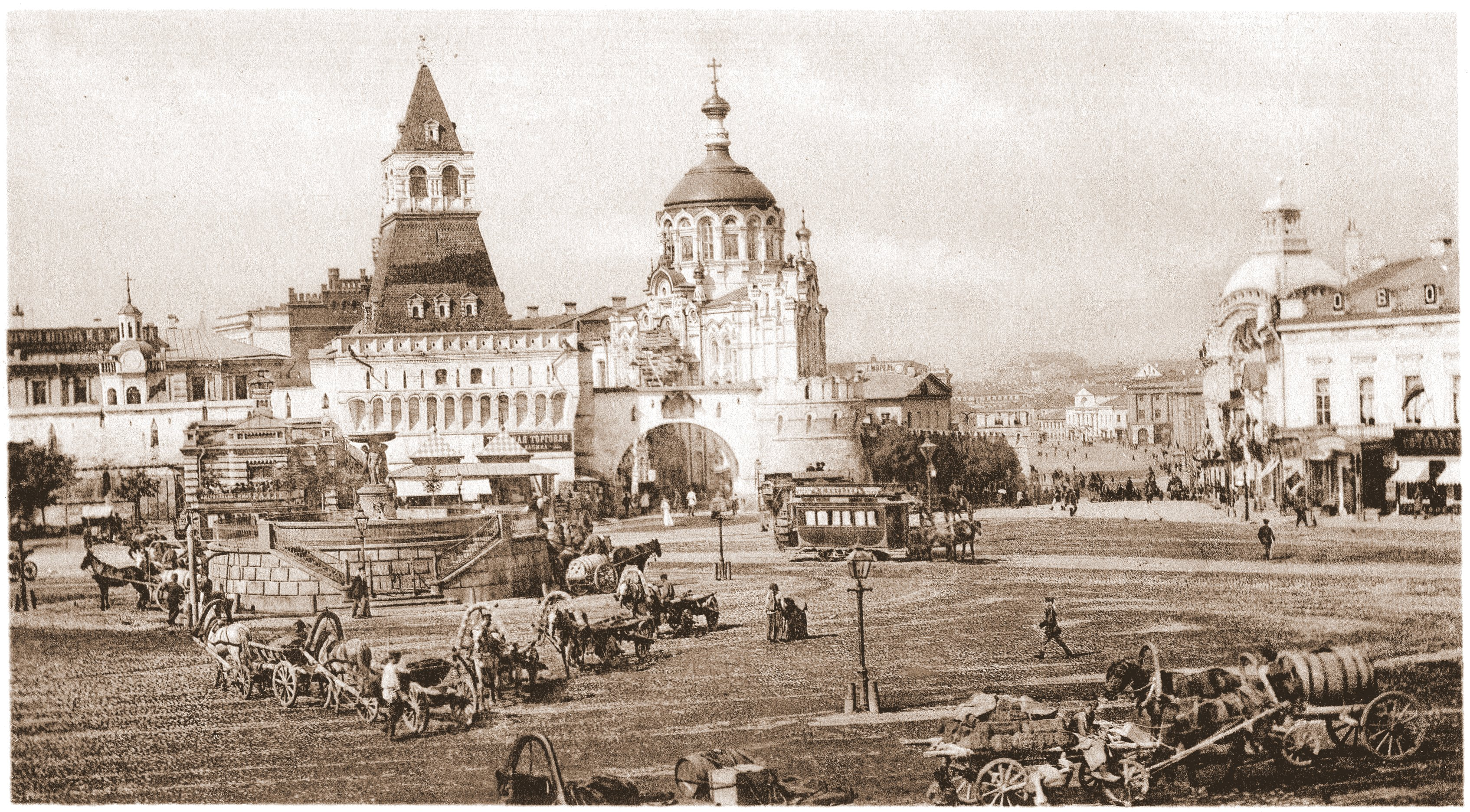
La place Loubianka au début du XXe siècle (l'immeuble n'apparait pas sur l'image).

Le bâtiment fut construit en 1898 par l'architecte Alexandre Ivanov (ru) dans le style néobaroque afin d'abriter le siège de la compagnie d'assurance « Rossia ». 
Au moment de la révolution d'Octobre en 1917, lors du transfert du pouvoir de Pétrograd à Moscou, la Tchéka s'installa dans un premier temps, le 30 mars 1918, dans un hôtel particulier de la rue Povarskaïa abritant jusque-là le siège d'une autre compagnie d'assurance, Iakor. Ce n'est qu'au début des années 1920 qu'elle prit ses quartiers au no 2 de la rue Bolchaïa Loubianka. 
Le bâtiment de la « Grande Loubianka » accueillait les bureaux des commissaires-enquêteurs, une prison interne de 115 cellules réparties sur 6 niveaux pouvant accueillir de 200 à 600 prévenus et des caves. Le sol des cellules était fait de parquet, et les portes ne comportaient pas de guichet (contrairement aux autres prisons) mais de simples judas. Les cours de promenades se trouvaient sur le toit de l'édifice et étaient isolées par de hautes palissades empêchant de voir autre chose que le ciel. À partir de 1930, la Loubianka devient une « prison exécutive » dans laquelle on exécute les condamnés à mort. Les caves sont alors aménagées pour l'exécution des sentences, ainsi que pour les séances de torture. En 1955, on agrandit l'immeuble par la construction d'un nouveau bâtiment tout aussi imposant que le premier, dont la façade lui est accolée.
L'édifice de la « Petite Loubianka », situé au no 14 de la rue Bolchaïa Loubianka, abritait les bureaux de la police politique de l'oblast de Moscou, qui possédait aussi une prison interne.

## Caractéristiques du bâtiment
L'immeuble est de style néobaroque et possède deux façades : l'une sur la place, l'autre donne sur la rue Bolchaïa Loubianka.

## Accès
La station Loubianka du métro de Moscou se trouve à deux pas, sur la place Loubianka.

## Culture populaire
- L'une des missions principales de la campagne du jeu Call of Duty: Black Ops Cold War (2020) consiste à s'infiltrer dans l'immeuble Loubianka afin d'y obtenir les noms des taupes du KGB infiltrées dans la CIA. Le joueur lui-même incarne une taupe de la CIA infiltrée dans le KGB, permettant aux personnages principaux d'accéder aux archives secrètes. Le joueur a l'occasion de brièvement rencontrer Mikhaïl Gorbatchev, avant son accession au pouvoir.